# Mafia Honey
Mafia Honey — финская поп-рок группа, образованная в 2016 году в Хельсинки бывшей вокалисткой прекратившей существование группы «Sallan ja Miron matka maailman ympäri» Саллой-Марьей Хятинен, подписанная местным отделением Sony Music. Группа издала одноимённый дебютный сольный альбом в 2019 году и несколько синглов с него, все песни написаны Саллой-Марьей Хятинен.

## История
Начало группы восходит к 2015 году, когда Салла-Марья Хятинен сделала несколько демозаписей, которыми заинтересовался лейбл Sony Music. Потом через социальные круги она начала искать «милых парней», которые бы образовали группу во главе с ней. Так в состав попали гитарист Томас Ниемистё, который до этого играл в ансамбле финской поп-звезды Робина, басист Илкка Туовинен и барабанщик Йоханнес Эрккиля.
Дебютный сингл «Rakastutaan» (с фин. — «Давай влюбимся») был издан 19 января 2018 года. Второй «Koira» (с фин. — «Собака») — 1 июня 2018 года. Последний сингл к первому альбому «Yhdeksän elämää» (с фин. — «Девять жизней») увидел свет 4 января 2019 года, и, по словам вокалистки группы Саллы-Марьи Хятинен, этот трек для альбома намеренно записывался последним, а причиной этому было желание достичь «наилучшего взаимопонимания» в группе перед его записью.

## Название группы
Группа получила название от одной из собак Мэрилин Монро. Маф был мальтийской болонкой, которую Фрэнк Синатра подарил Мэрилин Монро; полная кличка «англ. Mafia Honey» была дана собаке в связи с якобы мафиозными связями Синатры. Когда Монро умерла, собаку отдали секретарю Синатры.

## Дискография

### Альбомы
| Название    | Издание                                                                                | Чарты | Сертификаты |
| Название    | Издание                                                                                | FIN   | Сертификаты |
| ----------- | -------------------------------------------------------------------------------------- | ----- | ----------- |
| Mafia Honey | - Выпущен: 26 апреля 2019 года - Формат: CD / цифровая дистрибуция - Лейбл: Sony Music | -     | -           |

### Синглы
| Название        | Год  | Чарты          | Альбом      |
| Название        | Год  | FIN            | Альбом      |
| --------------- | ---- | -------------- | ----------- |
| Koira           | 2018 | -              | Mafia Honey |
| Rakastutaan     | 2018 | 71 (радиочарт) | Mafia Honey |
| Yhdeksän elämää | 2019 | -              | Mafia Honey |

## Участники
| - Салла-Марья Хятинен — вокал, кантеле (2016—) - Томас Ниемистё — гитара (2016—) - Илкка Туовинен — бас-гитара (2016—) - Йоханнес Эрккиля — ударные (2016—) |